# Brownlowia calciphila
Brownlowia calciphila är en malvaväxtart som beskrevs av André Joseph Guillaume Henri Kostermans. Brownlowia calciphila ingår i släktet Brownlowia och familjen malvaväxter. Inga underarter finns listade i Catalogue of Life.